# Malcolm Patrick Galt
Malcolm Patrick „Salty“ Galt CSSp (* 9. Juli 1929 in Port of Spain, Trinidad und Tobago; † 16. Oktober 2022 ebenda) war ein römisch-katholischer Geistlicher und Bischof von Bridgetown (Barbados). 

## Leben
Malcolm Galt trat 1946 der Ordensgemeinschaft der Spiritaner bei, studierte Philosophie an der Marian University in Montreal und Theologie in Irland am ordenseigenen Holy Ghost Missionary College in Kimmage Manor, Dublin. Am 10. Juli 1955 empfing er in der Kapelle des Priesterseminars in Irland die Priesterweihe. Er war unter anderem als Missionar in Nigeria tätig, wo er am Christ the King College unterrichtete, und später in Lagos, wo er half, Flüchtlinge aus Biafra während des Bürgerkriegs mit Lebensmitteln zu versorgen. 1971 wurde er Provinzial der Spiritanerprovinz von Trinidad.
Papst Johannes Paul II. ernannte ihn am 23. April 1995 zum Bischof von Bridgetown. Der Erzbischof von Port of Spain Gordon Anthony Pantin CSSp spendete ihm am 25. Juli desselben Jahres die Bischofsweihe; Mitkonsekratoren waren Kelvin Felix, Erzbischof von Castries und Anthony Hampden Dickson, Altbischof von Bridgetown.
Am 31. Mai 2005 nahm Papst Benedikt XVI. seinen altersbedingten Rücktritt an.